# Аннетт Шварц
А́ннетт Шварц (нім. Annette Schwarz), повне ім'я Аннетт Кармен Шенлауб (нім. Annette Carmen Schönlaub; 26 березня 1984, Рейнланд-Пфальц, Німеччина) — німецька порноакторка. 

## Біографія
Спочатку працювала медсестрою у лікарні.
Коли їй виповнилося 18, перебралася до Мюнхена і потрапила в порноіндустрію. Перші зйомки були з Джоном Томпсоном. Через кілька років стала з'являтися у фільмах таких порностудій, як Private, Evil Angel, Red Light District.
Беладонна, Джейк Малоун, Джої Сілвера та Рокко Сіффреді — далеко не повний список партнерів акторки. Рокко виступив із хвалебною промовою, назвавши Шварц висхідною зіркою порно на церемонії Venus Award Show у Німеччині у 2005.
Досі знімаючись, Шварц відкрила власну студію у 2006 році. Вона підписала контракт з Evil Angel у 2007 році на церемонії AVN Awards.
Відома екстремальними сценами мінету. Знялася у понад 30 порнофільмах студій John Thompson's GGG та 666 Movies.

## Нагороди
- 2008 XRCO Award — Superslut[4]
- 2008 AVN Award — Best Group Sex Scene — Video for Fashionistas Safado: Berlin[5]
- 2009 AVN Award — Best Oral Sex Scene — Face Fucking Inc. 3[6]

## Номінації
- 2008 XRCO Award — Orgasmic Analist
- 2008 AVN Award — Акторка року
- 2008 AVN Award — Найкраща сцена тріолізму — Elastic Assholes 5
- 2008 AVN Award — Найкраща сцена із закордонними акторами — Rocco: Animal Trainer 23
- 2008 AVN Award — Best POV Sex Scene — Nice Fucking View
- 2008 AVN Award — Найкраща групова сцена — The Good, the Bad & the Slutty
- 2008 AVN Award — Найкраща групова сцена — Slutty & Sluttier 3
- 2009 AVN Award — «Найжорсткіша» сцена — Squirt Gangbang 2 (разом з Надею Стайлз, Джейд Фаєр, Флавер Туччі, Енджел Стоун, Брітні Стівенс, Ariel X. та Кайлі Вайлд)
- 2009 AVN Award — Найкраща групова сцена — Annette Schwarz Is Slutwoman 2
- 2009 AVN Award — Best Double Penetration Sex Scene — Slam It! In a Young Pussy

## Фільмографія
Список фільмів за участю Аннетт Шварц за 2009 рік:
| Фільм               | Студія        | Режисер     | Час | Рік  |
| ------------------- | ------------- | ----------- | --- | ---- |
| Squirt Facials 2    | Elegant Angel | —           | —   | 2009 |
| Gang Bang My Face 5 | Evil Angel    | Jake Malone | 180 | 2009 |
| Fetish Fuck Dolls 2 | Evil Angel    | Jake Malone | 177 | 2009 |
| Dcypher Files       | Cal Vista     | D Cypher    | —   | 2009 |